# Wijken en buurten in Vlist
De Nederlandse gemeente Vlist is voor statistische doeleinden onderverdeeld in wijken en buurten. De gemeente is verdeeld in de volgende statistische wijken:
- Wijk 00 Haastrecht (CBS-wijkcode:062300)
- Wijk 01 Bergvliet (CBS-wijkcode:062301)
- Wijk 02 Stolwijk (CBS-wijkcode:062302)
- Wijk 03 Vlist (CBS-wijkcode:062303)

Een statistische wijk kan bestaan uit meerdere buurten. Onderstaande tabel geeft de buurtindeling met kentallen volgens het Centraal Bureau voor de Statistiek (2008):
| CBS-buurtcode | Buurtnaam                      | Inwonertal | Opp. totaal (ha) | Opp. land (ha) | Ligging                |
| ------------- | ------------------------------ | ---------- | ---------------- | -------------- | ---------------------- |
| BU06230000    | Haastrecht-Dorpskern           | 680        | 58               | 55             | Locatie in de gemeente |
| BU06230001    | Boven-Haastrecht               | 210        | 102              | 99             | Locatie in de gemeente |
| BU06230002    | Beneden-Haastrecht             | 100        | 74               | 68             | Locatie in de gemeente |
| BU06230003    | Rozendaal                      | 100        | 46               | 44             | Locatie in de gemeente |
| BU06230004    | Stolwijkersluis (gedeeltelijk) | 90         | 25               | 25             | Locatie in de gemeente |
| BU06230005    | Hofkamp                        | 410        | 12               | 12             | Locatie in de gemeente |
| BU06230006    | Agterpoort                     | 570        | 14               | 14             | Locatie in de gemeente |
| BU06230007    | Stein                          | 1070       | 16               | 14             | Locatie in de gemeente |
| BU06230008    | Verspreide huizen Noord        | 170        | 416              | 394            | Locatie in de gemeente |
| BU06230009    | Verspreide huizen Zuid         | 100        | 1071             | 1054           | Locatie in de gemeente |
| BU06230100    | Bergvliet                      | 740        | 16               | 16             | Locatie in de gemeente |
| BU06230200    | Stolwijk                       | 3620       | 121              | 112            | Locatie in de gemeente |
| BU06230201    | Bovenkerk                      | 180        | 183              | 168            | Locatie in de gemeente |
| BU06230202    | Benedenkerk                    | 280        | 338              | 309            | Locatie in de gemeente |
| BU06230203    | Benedenheul                    | 250        | 455              | 424            | Locatie in de gemeente |
| BU06230204    | Goudseweg                      | 40         | 56               | 53             | Locatie in de gemeente |
| BU06230205    | Het Beijersche                 | 360        | 620              | 577            | Locatie in de gemeente |
| BU06230206    | Koolwijk                       | 100        | 476              | 450            | Locatie in de gemeente |
| BU06230207    | Schoonouwen                    | 150        | 382              | 366            | Locatie in de gemeente |
| BU06230208    | Bilwijk                        | 30         | 172              | 171            | Locatie in de gemeente |
| BU06230300    | Vlist                          | 500        | 713              | 680            | Locatie in de gemeente |
| BU06230301    | Bonrepas                       | 120        | 286              | 273            | Locatie in de gemeente |